# Ministerstvo dopravy Slovenské republiky

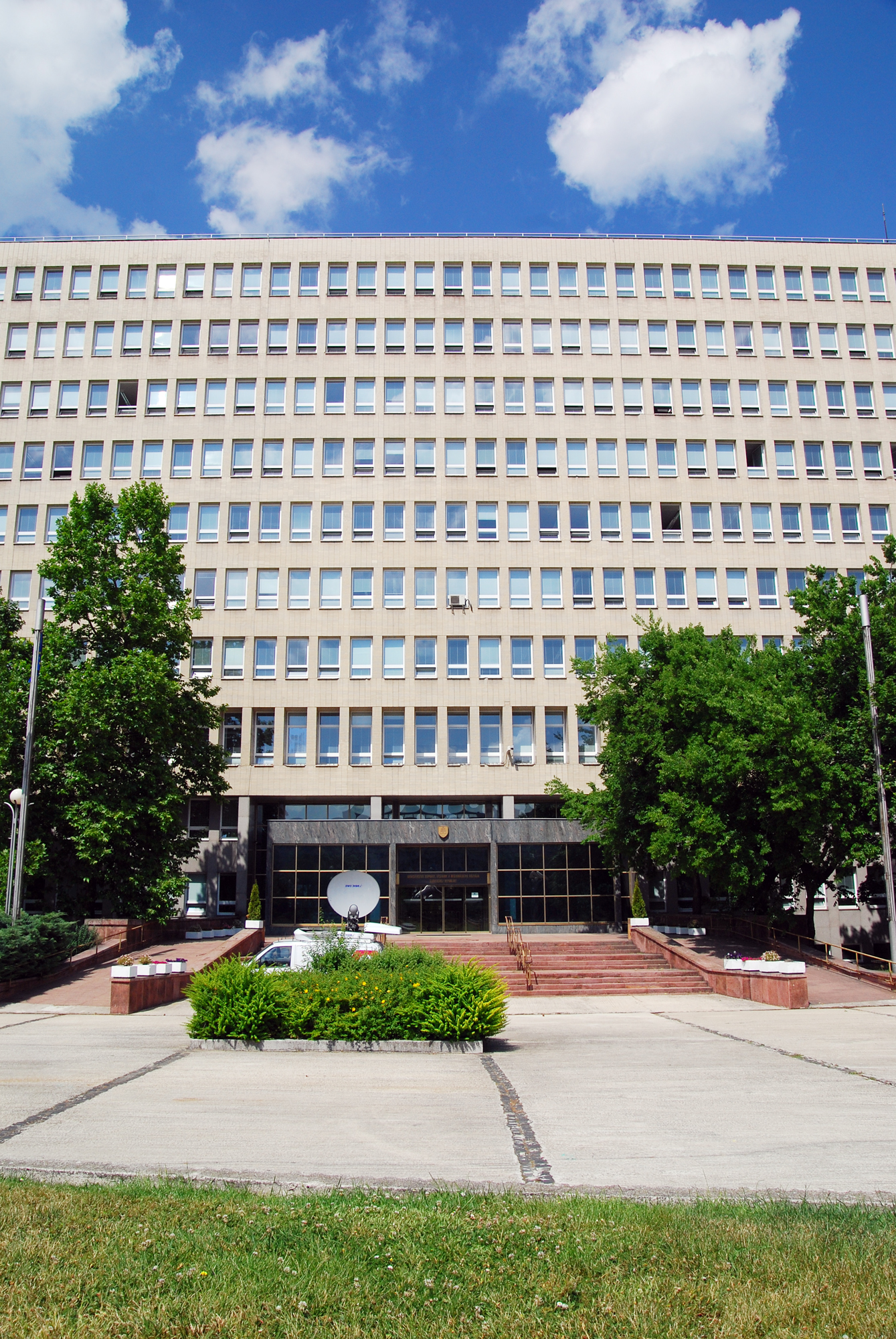
Sídlo ministerstva

Ministerstvo dopravy Slovenské republiky (slovensky Ministerstvo dopravy Slovenskej republiky) je jedno z ministerstev Slovenska. Sídlí v Administrativní budově spojů v Bratislavě. Ministerstvo vícekrát měnilo název a upravovalo svou působnost. Současný název nese od 1. ledna 2023.

## Působnost
Ministerstvo dopravy, výstavby a regionálního rozvoje SR je ústředním orgánem státní správy Slovenské republiky pro:
1. Dráhy a dopravu na drahách, např. železniční, trolejbusová nebo lanová
2. Silniční dopravu
3. Kombinovanou dopravu
4. Pozemní komunikace
5. Vnitrozemskou plavbu a přístavy, námořní plavbu
6. Civilní letectví
7. Pošty
8. Telekomunikace
9. Ozbrojené sbory v dopravě
10. Informatizaci společnosti
11. Výstavba
12. Cestovní ruch

## Historie
Ministerstvo bylo zřízeno zákonem č.. 298/1991 Sb. jako Ministerstvo dopravy a spojů Slovenské republiky, zákonem č.. 453/1992 Sb. bylo přejmenováno na Ministerstvo dopravy, spojů a veřejných prací Slovenské republiky, zákonem č. 74/1995 CFU bylo přejmenováno na Ministerstvo dopravy, pošt a telekomunikací Slovenské republiky. V letech 2010 až 2016 neslo název Ministerstvo dopravy, výstavby a regionálního rozvoje Slovenské republiky a mezi roky 2017 až 2022 Ministerstvo dopravy a výstavby Slovenské republiky.

### Působnost v minulosti
V letech 1991 až 1995 bylo ústředním orgánem státní správy Slovenské republiky v oblasti spojů v rozsahu patřícím do působnosti Slovenské republiky. V letech 1992 až 1995 bylo ústředním orgánem státní správy Slovenské republiky pro investiční rozvoj a oblast veřejných prací. Ve smyslu zákona č. 403/2010 Sb., kterým se upravily kompetence jednotlivých resortů, s platností od 1. listopadu 2010 převzalo kompetence zrušeného Ministerstva výstavby SR, zároveň se stalo určujícím pro politiku cestovního ruchu. V souladu s tímto zákonem ministerstvo přebralo od 1. ledna 2011 kompetence centrálního řídicího orgánu pro fondy Evropské unie, které do 31. prosince 2010 spravoval Úřad vlády. V roce 2023 byly kompetence v oblasti územního plánování, stavebného řádu a vyvlastňování přeneseny na Úřad pro územní plánování a výstavbu Slovenské republiky.

## Ministři
Ministerstvo dopravy, výstavby a regionálního rozvoje řídí a za jeho činnost odpovídá ministr dopravy, výstavby a regionálního rozvoje, kterého jmenuje a odvolává prezident SR na návrh předsedy vlády SR.
Od 25. října 2023 je ve čtvrté Ficově vládě ministrem dopravy Jozef Ráž mladší, nestraník za SMER-SD.

## Státní tajemník ministerstva
Ministra dopravy, výstavby a regionálního rozvoje v době jeho nepřítomnosti zastupuje v rozsahu jeho práv a povinností státní tajemník. Ministr může pověřit i v jiných případech státního tajemníka, aby ho zastupoval v rozsahu jeho práv a povinností. Státní tajemník má při zastupování ministra na jednání vlády poradní hlas. Státního tajemníka jmenuje a odvolává vláda na návrh ministra dopravy, výstavby a regionálního rozvoje. V odůvodněných případech může vláda určit, že na ministerstvu působí dva státní tajemníci - to je i případ ministerstva dopravy, výstavby a regionálního rozvoje. Ministr určí, ve kterých otázkách a v jakém pořadí ho státní tajemníci zastupují.